# Municipio de Ajalgori
El municipio de Ajalgori (en georgiano: თელავის მუნიციპალიტეტი; en ruso: Ахалгорский муниципалитет) o el distrito de Leningor (en osetio: Ленингоры район) es de iure un municipio de Georgia perteneciente a la región Mtsjeta-Mtianeti, aunque de facto es un distrito de la autoproclamada República de Osetia del Sur. 
En el censo de 2002 la población era de 7.700 habitantes. La ciudad de Ajalgori/Leningor es su ciudad principal y el centro administrativo del municipio, que cubre un área de 1011 km². 

## Geografía
La región está ubicada en la parte oriental de Osetia del Sur y su relieve es predominantemente montañoso. El punto más alto es el Monte Narvanjoj (3.247 m). El distrito está dividida en dos grandes gargantas y una llanura:
- Llanura de Tirypon en el extremo suroeste de la región.
- Garganta de Lehur, en el oeste.
- Garganta de Ksani, en el este.

En el norte de la región, en la parte superior de la garganta de Ksani, se encuentra la meseta volcánica de Keli. Aquí hay varios lagos, el más grande de los cuales es el Lago Kelistba. En el extremo suroeste de la región se presenta el clima de subtrópico seco, el resto del territorio se caracteriza por la zonalidad altitudinal. Los ríos más grandes, Ksani y Lejura, tienen muchos afluentes, se originan en las montañas de la región y desembocan en el río Kura en Georgia. Orchosani, el pueblo más al sur del territorio de Osetia del Sur, se encuentra en el suroeste de este distrito.
La toba de construcción se extrae en el noreste de la región, y un gran depósito y arena de construcción se extraen en el oeste de la región.

## Historia

Ducado de Ksani en los siglos y

En la Edad Media, el Ducado de Ksani estaba ubicado en el territorio del municipio de Ajalgori y las regiones adyacentes. Varios monumentos de la arquitectura georgiana medieval de la región pertenecen a este período, incluido el palacio de los duques de Ksani y muchas iglesias ortodoxas: la iglesia de Ikorta (1172), los monasterios de Kabeni (siglo IX) y Largvishi (siglo XIII), las basílicas de Lomisi, Armazi y Bikari, las fortalezas de Tshirkoli y Tshikmori.
En el siglo XIX, hasta 1922, el territorio del actual formaba parte del distrito Dusheti de la Governación de Tiflis.
Con la formación del Óblast Autónomo de Osetia del Sur en 1922, el territorio del actual distrito de Leningor pasó a formar parte de la autonomía en forma de tres regiones separadas: Akhalgorsky, Lehursky y Monastersky. En 1934, el distrito de Ajalgori pasó a llamarse región de Leningor, y los límites actuales del distrito se adquirieron en 1940 como resultado de la consolidación de las unidades territoriales administrativas en Osetia del Sur.
Las fricciones entre los líderes regionales y de distrito comenzaron en 1990, cuando en una sesión extraordinaria del Consejo de Diputados del Pueblo del Distrito de Leningor el 4 de septiembre de 1990, se decidió condenar la Declaración de Soberanía del Óblast Autónomo de Osetia del Sur, y también a cambiar el nombre del pueblo de Leniningori a Ajalgori. Estas decisiones fueron reconocidas por el Consejo de Diputados del Pueblo de la Región Autónoma de Osetia del Sur como ilícitas e ilegales.

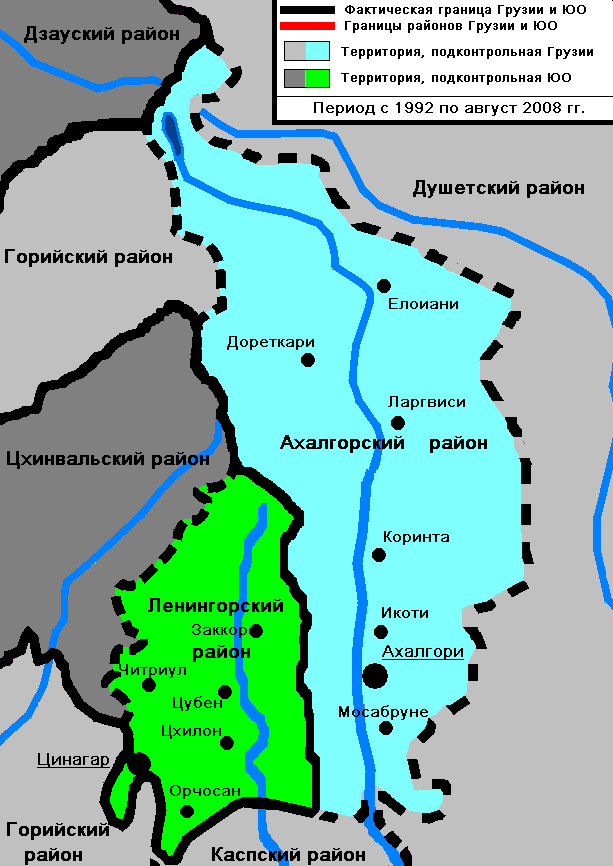
Partes sudosetias y georgianas en el municipio de Ajalgori entre 1992 y 2008

Como resultado de la Guerra de Osetia del Sur de 1991-1992, el municipio de Ajalgori estuvo dividido entre los dos países durante 16 años. El oeste de la región (comprendiendo el territorio del desfiladero de Lehur y la llanura de Tiripon), poblado casi exclusivamente por osetios, permaneció bajo el control de la autoproclamada República de Osetia del Sur. Para la parte controlada por las autoridades osetias, se dejó el nombre soviético de distrito de Leningor, y su centro administrativo estaba en el pueblo de Tsinagari. En el territorio más grande y más poblado, correspondiente con la parte oriental de la región (la garganta de Ksani Gorge), se quedó bajo el poder de la República de Georgia. Aquí la población era mixta, pero predominaban los georgianos. El nombre histórico Ajalgori se devolvió al municipio y a la ciudad,y en 1995, la región de Akhalgori se incluyó en la región de Mtsjeta-Mtianeti. Tanto el lado osetio como el georgiano siempre han considerado toda el distrito/municipio dentro de las fronteras anteriores al conflicto como parte de su territorio.
Como resultado de la Guerra de Osetia del Sur en 2008, destacamentos osetios y tropas rusas se hicieron con el control sobre la Garganta de Ksani, extendiendo así la jurisdicción de facto de Osetia del Sur sobre todo el distrito. Partes de estas tropas rusas ya estaban estacionadas en el territorio del distrito de Leningor. Desde la guerra de 2008, más de 5000 georgianos étnicos (al menos el 70 % de la población restante en todo Osetia del Sur y el 90 % de los georgianos étnicos locales), huyeron de Ajalgori citando discriminación y un "clima de miedo" bajo el control de Rusia y Osetia del Sur. Sin embargo, a diferencia de otros enclaves georgianos, las milicias osetias no han destruido sistemáticamente las estructuras de las aldeas, aunque ha habido algunos informes de ataques contra civiles y denuncias de intimidación. A fines de noviembre de 2008, los salarios de muchas categorías de empleados estatales (médicos, enfermeras, maestros) aún procedían de Georgia. Además, las autoridades georgianas decidieron detener el flujo de gas procedente de Georgia en las zonas controladas por las autoridades de Osetia del Sur. Esto afectó a muchos vecinos de la zona, que sólo disponen de calefacción de gas en sus casas.
En la madrugada del 30 de julio, un artefacto explosivo estalló en el distrito y el residente local Gogita Gigauri murió; su esposa y sus dos hijos resultaron heridos y fueron trasladados a un hospital en Tiflis. Al mismo tiempo, el presidente de Osetia del Sur, Eduard Kokoity, acusó a Georgia de minar la frontera con Osetia del Sur para, según él, impedir el regreso de sus residentes georgianos a  los territorios controlados por Tsjinvali. 
En la década de 2010, se produce una activa integración cultural y económica de la región con el resto de Osetia del Sur. En el verano de 2014, por primera vez en la historia, se abrió una carretera moderna de Tsjinvali a Ajalgori, que se puede conducir no más de 2 horas (comparado con las 6 horas de antes).

## Demografía
El municipio de Ajalgori (o distrito de Leningor) es un lugar de residencia tradicional para la población osetia y georgiana. La población osetia comenzó a penetrar en el territorio en la era medieval desde el curso superior del río Gran Liakhvi en la actual región de Dzau. Según Vajushti de Kartli, la población osetia en el eristavi de Ksani era aproximadamente 2/3 de la población.
Hasta el otoño de 2008, la población de la garganta de Ksani era una mezcla de osetios y georgianos, pero predominaban los georgianos (sin embargo, en la propia Ajalgori la población era mayoritariamente armenia). El desfiladero de Lehur y la llanura de Tirypon están habitados casi exclusivamente por osetios.
La población de la parte oriental de la región (Garganta de Ksani), donde se realizó el censo de población de Georgia en 2002, era de 7,7 mil personas, según otras fuentes, junto con el resto de la región (Garganta de Lehur), unas 8,5 mil personas.
|              | 1939      | 1939       | 1959      | 1959       | 1970      | 1970       | 1979      | 1979       | 1989      | 1989       | 20021     | 20021      | 2015      | 2015       |
| Grupo étnico | Población | Porcentaje | Población | Porcentaje | Población | Porcentaje | Población | Porcentaje | Población | Porcentaje | Población | Porcentaje | Población | Porcentaje |
| ------------ | --------- | ---------- | --------- | ---------- | --------- | ---------- | --------- | ---------- | --------- | ---------- | --------- | ---------- | --------- | ---------- |
| Total        | 22725     | 100%       | 16770     | 100%       | 14543     | 100%       | 13772     | 100%       | 12073     | 100%       | 7703      | 100%       | 4209      | 100%       |
| Osetios      | 13016     | 57,3%      | 8958      | 53,4%      | 7045      | 48,4%      | 6401      | 46,5%      | 5340      | 44,2%      | 1110      | 14,41%     | 1844      | 43,81%     |
| Georgianos   | 8823      | 38,8%      | 7087      | 42,3%      | 6963      | 47,9%      | 7092      | 51,5%      | 6493      | 53,8%      | 6520      | 84,64%     | 2337      | 55,52%     |
| Rusos        | 212       | 0,9%       | 87        | 0,5%       | 63        | 0,4%       | 59        | 0,4%       | 50        | 0,4        | 37        | 0,48%      | 10        | 0,24%      |
| Armenios     | 634       | 2,8%       | 581       | 3,5%       | 390       | 27%        | 159       | 1,2%       | 155       | 1,3%       | 20        | 0,26%      | 9         | 0,21%      |

1 = sólo datos de la parte controlada por el gobierno georgiana.

## Divisiones administrativas

### Subdivisión administrativa
Forman parte del municipio 1 ciudad (Ajalgori) y 64 unidades administrativas rurales, entre las que están:  
| Comunidad                                                            | Habitantes (2015) |
| -------------------------------------------------------------------- | ----------------- |
| Ajalgori (en georgiano: ახალგორი) o Leningor (en osetio: Ленингор)   | 1033              |
| Ajmadzi (en georgiano: ახმაჯი) o Ajmadz (en osetio: Ахмадз)          | 210               |
| Ikoti (en georgiano: იკოთი;) o Ikot (en osetio: Икъот)               | 596               |
| Largvisi (en georgiano: ლარგვისი) o Largvis (en osetio: Ларгуис)     | 137               |
| Mosabruni (en georgiano: მოსაბრუნი) o Razdajan (en osetio: Раздахан) | 218               |
| Orchosani (en georgiano: ორჭოსანი) o Orchosan (en osetio: Орчъосан)  | 281               |
| Tsinagari (en georgiano: წინაგარი) o Amdzarin (en osetio: Æмдзарин)  | 345               |

## Política
El actual Jefe de Administración de Leningor es Alan Djussoev, y el actual Jefe Adjunto es Alexander Baratashvili. Antes de la guerra de 2008, el municipio estaba dividido, con la parte oriental bajo control georgiano y la occidental bajo control de Osetia del Sur.

## Monumentos
El distrito alberga varias piezas notables de la arquitectura georgiana medieval, entre las que están las que se enumeran a continuación:
- Iglesia de Ikorta
- Convento e iglesia de Ikoti (1172)
- Los monasterios de Kabeni, Largvisi y Khopa (siglos IX-XIII)
- Las basílicas de Lomisi, Armazi y Bikari;
- Las fortalezas de Tsirkoli y Tskhmori.
- El antiguo palacio de la familia Eristavi